# Tarenna sambucina
Tarenna sambucina är en måreväxtart som först beskrevs av Johann Georg Adam Forster, och fick sitt nu gällande namn av Théophile Alexis Durand och Emmanuel Drake del Castillo. Tarenna sambucina ingår i släktet Tarenna och familjen måreväxter.

## Underarter
Arten delas in i följande underarter:
- T. s. buruensis
- T. s. glabra
- T. s. oweniana
- T. s. papuana
- T. s. sambucina
- T. s. tahitensis